# Anthaxia hurdi
Anthaxia hurdi es una especie de escarabajo del género Anthaxia, familia Buprestidae. Fue descrita científicamente por Cobos en 1958.